# Prevorster Bratbirne
Bei der Prevorster Bratbirne – auch Bonländer Späte Bratbirne genannt – handelt es sich um eine Saft- und Mostbirne. 70 bis 80 Jahre alte Bäume dieser Sorte sind von zwei Standorten im Oberstenfelder Teilort Prevorst bekannt. Weitere Bäume wurden bei Wimsheim gefunden.

## Beschreibung
Die Frucht ist 5 cm groß und kugelförmig. Die Fruchtfarbe variiert zwischen grünlich und leicht gelb, bei Vollreife zitronengelb. Sie hat einen süßherben Geschmack mit 19 %  Zuckergehalt (70–80 Grad Oechsle). Der Baum wächst mittelstark bis zu einer Höhe von 15–20 m und bildet eine rundliche Krone. Die Blüte erfolgt mittelfrüh, der Ertrag ist regelmäßig hoch und Ende Oktober reif.

## Neuanpflanzungen
Bekannt ist die Prevorster Bratbirne seit 1883. Durch den Streuobstverein B.I.O. wurden 20 neue Prevorster Bratbirnen gepflanzt. 2016 konnten auf der Buchwiese dann auch wieder Prevorster Bratbirnen geerntet werden.